# La Roqueta
La Roqueta es un barrio de la ciudad de Valencia (España), perteneciente al distrito de Extramurs. Está ubicado en el centro de la ciudad y limita al norte con El Botánico y San Francisco, al este con Ruzafa y al sur y al oeste con Arrancapins. Su población en 2023 era de 4.726 habitantes.

## Historia
Según la tradición, en un pequeño montículo rocoso (la roqueta) rodeado de marjales y en las inmediaciones de la actual iglesia de San Vicente, fue donde se arrojó el cadáver de San Vicente Mártir tras sufrir martirio el año 304.
La primera edición que relata los hechos que le ocurrieron a San Vicente Mártir está escrita después del año 386, aproximadamente 80 años después de los acontecimientos que relata. El título de esta historia es Passio Sancti Vincenti. Cuenta que el gobernador romano Daciano llevó a cabo la última persecución de los cristianos con el fin de garantizar una fuerte estructura que caracterizara Imperio.
El relato del martirio presenta al prefecto Daciano, el cual protagonizó otras historias parecidas en Hispania. Es en Zaragoza donde se detiene a su diácono, Vicente. El emperador ordena enviar a Vicente a Valentia para que sea juzgado allí. En su interrogatorio, el cristiano  defiende con honor su fe, algo que provoca un terrible enfado en Daciano, quien decide que Vicente será terriblemente torturado.
Los tormentos sufridos por el cristiano se convertirán en una historia que se utilizará en muchas ocasiones para reafirmar la fe en el cristianismo. Primero, fue sometido al ecúleo, un aspa móvil a la que se ataban manos y pies para descuartizar los miembros de la persona que sufría la tortura; luego, su cuerpo fue descuartizado con garfios de hierro. No acabó aquí, la resistencia de Vicente hizo que el emperador ordenase nuevas torturas, su cuerpo fue colocado sobre una parrilla de hierro y púas encima de carbones encendidos. La historia prosigue contando que el gobernador encerró al santo en una caverna con suelo punzante que milagrosamente se convertiría en un lecho de flores. Esto le deja a Daciano abatido y deja al mártir reposar en una cama donde descansa al lado de sus verdugos, ya perdonados y convertidos en la nueva fe.
El cónsul romano no deja que el mártir yazca en la iglesia y manda arrojar sus restos a un muladar. Animales carroñeros respetan su cuerpo en este lugar, en su enésimo ataque de rabia, Daciano decide sumergir al santo en el mar junto a una rueda de molino. Sucede un nuevo milagro, el mar devuelve el cadáver a la playa. En la orilla lo recogen una mujer llamada Jónica y otros cristianos que le dejarán descansar definitivamente en un lugar de extramuros de la ciudad. Junto a la Vía Augusta. El sitio donde es enterrado será desde este momento conocido con el nombre de Roqueta. Aquí se construirá, más tarde una basílica y hoy se conoce como la parroquia de Cristo Rey.

## Patrimonio
- Estación del Norte: Es la principal estación de ferrocarril de Valencia.[4] Se construyó entre 1906 y 1907 con una fuerte vocación monumental, se inscribe en un estilo modernista muy influido por el movimiento Sezession. El conjunto está formado por dos partes, el edificio que acoge a los viajeros, con sus correspondientes servicios (venta de entradas, cafetería, sala de espera, etc.) y el hangar donde llegan los trenes. Este último destaca por poseer una cubierta metálica, con arcos biarticulados roblonados, muy innovadora para el momento.[4]
- Iglesia de San Vicente de la Roqueta:  Se sitúa en la calle San Vicente Mártir, junto a la antigua Vía Augusta y es considerado el lugar de comienzo del cristianismo en Valencia. Fue de las pocas Iglesias que se mantuvo abierta al culto durante la ocupación árabe, el barrio que se formó alrededor de esta evitó la desaparición de los cristianos. A día de hoy se cataloga como un Bien de Relevancia Local. Declarado Monumento Histórico Artístico Nacional.[5]

## Política
Arcos chinos
La Roqueta es uno de los dos barrios chinos de Valencia. Es por ello que desde diversas organizaciones como lo es el instituto Confucio valenciano se ha propuesto en varias ocasiones hacer que el lugar, concretamente la calle Pelayo tenga más aspecto chino. Esto se conseguiría gracias a la instalación de arcos chinos parecidos a los que se encuentran en los barrios chinos de Londres y Nueva York. 
Pero la asociación de vecinos del barrio es totalmente contraria a esta idea. Alegan que de esta manera se perdería la esencia del barrio, además de su historia, ligada a tradiciones tan valencianas como lo es el juego de la pilota valenciana. Los vecinos quieren un proyecto de barrio que se integren las diversas culturas albergadas en la zona. 
Es por ello que proponen tramos más peatonales en el barrio, además de una calle que permita jugar a la pilota “a llargues”, para así mezclar  la predominante cultura china del barrio con las tradiciones valencianas. Entre las tradiciones chinas más importantes del año celebradas en el barrio hay que destacar la celebración del Año Nuevo Chino y la “cabalgata del Dragón”.
Mercado Jerusalén
Por otra parte, también existen quejas desde el mercado Jerusalén. Este mercado tradicional, donde se pueden encontrar productos frescos que van desde las verduras hasta la carne pasando por el pescado y las especias se encuentra en crisis. Los trabajadores explican que cuando alguno de los compañeros que ostenta un puesto se jubila es muy raro que alguien coja el testigo. Así pues, muchos de los puestos se quedan vacíos. A esta problemática hay que añadirle que la clientela tradicional fallece, y que cada vez va menos puesto que no encuentra todos los productos que necesita en un mismo mercado. Los comerciantes denuncian que el ayuntamiento debería hacer algo para que este mercado no decaiga. Proponen hacer la entrada de este más vistosa y llamativa, ya que ahora mismo no posee estas características. La iniciativa debe correr a cargo del ayuntamiento y no ven porqué ya que la remodelación sí se ha llevado a cabo en otros mercados de la ciudad. 

## Turismo
El Barrio es uno de los más transitados en Valencia puesto que la Estación del Norte se encuentra en el. Pero no solo es un lugar concurrido por ello, también por otras cuestiones. Estas tienen que ver con la celebración de las Fallas, sin duda los días de fiesta más importantes del año en la ciudad. En estos días el barrio de La Roqueta alberga la falla más visitada de toda Valencia. Esta es la falla Convento Jerusalén, la cual se encuentra en la intersección de la Calle Convento Jerusalén con la calle Matemático Marzal. Esta histórica falla está siempre entre las favoritas de la ciudad y durante las festividad de marzo recibe miles de turistas que acuden a la zona a comer en los puestos ambulantes y a disfrutar de la belleza de la creación fallera.

## Gastronomía
El barrio destaca por ser ya el ícono de la ciudad en cuanto a la gastronomía china. Hay más restaurantes asiáticos que españoles. Es el lugar idóneo para disfrutar del famosos plato de ramen.

## Economía y trabajo
Ocupación
En el barrio valenciano de La Roqueta, encontramos un total de 1653 personas ocupadas. Un 41,8%, siendo el mayor porcentaje, se trabaja en instituciones financieras, aseguradoras y servicios prestados a las empresas y almacenes. A este le sigue el sector del comercio, hostelería y reparaciones, con un 36,9% de los ocupados. Tras esto, el 17,7% se dedican a otros servicios, y el 3,6% al transporte y las comunicaciones.
Mercadillo de Jerusalén
Todos los martes y jueves las calles del barrio de la Roqueta albergan un mercadillo ambulante en el que comerciantes venden sus productos a un precio asequible. En este se pueden encontrar ropa, bolsos, cinturones, equipamiento de hogar, decoración, artesanía, cosmética, flores y plantas, droguería, ferretería, productos de alimentación, etc. El horario de apertura es de 9:00 de la mañana a  las 14:00 horas. Los mercadillos de Valencia se celebran los días laborables establecidos, no obstante podrán celebrarse también en días festivos de libre apertura comercial.

## Demografía
| 1991  | 1996  | 2001  | 2011  | 2012  | 2013  | 2014  | 2015  | 2016  | 2017  | 2018  | 2019  | 2020  | 2021  | 2022  | 2023  |
| ----- | ----- | ----- | ----- | ----- | ----- | ----- | ----- | ----- | ----- | ----- | ----- | ----- | ----- | ----- | ----- |
| 4.477 | 4.130 | 4.167 | 4.447 | 4.441 | 4.387 | 4.380 | 4.406 | 4.451 | 4.413 | 4.455 | 4.449 | 4.489 | 4.553 | 4.545 | 4.726 |

Este pasado 2023, del último año del que se pueden conocer los habitantes del barrio observamos como se ha producido un récord, tras un descenso en 2022, la tendencia es ahora creciente.